# Tindur (Trungisvágur)
Tindur (Trungisvágur) è un rilievo alto 514 metri sul mare situata sull'isola di Suðuroy, situata nell'arcipelago delle Isole Fær Øer, in Danimarca.